# Neurigona squamifera
Neurigona squamifera är en tvåvingeart som beskrevs av Octave Parent 1935. Neurigona squamifera ingår i släktet Neurigona och familjen styltflugor. Inga underarter finns listade i Catalogue of Life.